# Wilmarie Rivera
Wilmarie Rivera Roldán (Carolina, 14 febbraio 1997) è una pallavolista portoricana, palleggiatrice delle Columbus Fury.

## Carriera

### Club
La carriera di Wilmarie Rivera inizia nei tornei scolastici portoricani, giocando per la Saint Francis School di Carolina. Dopo il diploma gioca a livello universitario negli Stati Uniti d'America con la Penn State, partecipando alla NCAA Division I dal 2015 al 2016. Successivamente si trasferisce alla Louisville, dove completa la propria eleggibilità sportiva giocando dal 2017 al 2018.
Fa il suo esordio da professionista con le Amazonas de Trujillo Alto nella Liga de Voleibol Superior Femenino 2019, venendo insignita dei premi di miglior palleggiatrice e miglior esordiente, oltre che inserita nello All-Star Team del torneo. Per il campionato 2019-20 viene ingaggiata dalla formazione svedese dell'Hylte/Halmstad, impegnata in Elitserien, dove resta solo per poche settimane, tornando alle Amazonas de Trujillo Alto per la Liga de Voleibol Superior Femenino 2020, mentre nell'edizione 2021 del torneo difende i colori delle Valencianas de Juncos.
Nel campionato 2021-22 approda nella Ligue A francese, dove viene ingaggiata dal Chamalières; al termine degli impegni col club transalpino partecipa alla Liga de Voleibol Superior Femenino 2022 con le Valencianas de Juncos. Nel campionato seguente gioca invece in Germania, dove disputa la 1. Bundesliga con il Vilsbiburg. 
Torna successivamente negli Stati Uniti d'America, questa volta per disputare la Pro Volleyball Federation 2024 con le Orlando Valkyries, mentre nell'edizione successiva del torneo indossa la casacca delle Columbus Fury.

### Nazionale
Fa parte della nazionale under 18 con la quale nel 2011 partecipa alla Coppa panamericana e al campionato mondiale, mentre un anno dopo prende parte al campionato nordamericano; nel 2013, invece, conquista la medaglia d'argento alla Coppa panamericana, venendo insignita del premio come miglior palleggiatrice e partecipa al campionato mondiale. Con l'under 20 partecipa invece alla Coppa panamericana 2013.
Nel 2013 debutta nella nazionale portoricana maggiore, prendendo parte al campionato nordamericano, dove conquista la medaglia di bronzo. Viene poi premiata come miglior servizio alle qualificazioni ai XVIII Giochi panamericani e come miglior servizio alla Coppa panamericana 2019. Nel 2023 viene premiata come MVP della NORCECA Final Four, dove conquista la medaglia d'oro, seguita dall'argento ai XXIV Giochi centramericani e caraibici e alla Coppa panamericana. Un anno dopo si aggiudica l'oro alla NORCECA Final Four, insignita anche dei premi come miglior servizio e miglior palleggiatrice, e l'argento alla Volleyball Challenger Cup.
Nel 2025 vince la sua terza medaglia d'oro alla NORCECA Final Four, ripetendosi inoltre come miglior giocatrice del torneo, e si aggiudica il bronzo alla Coppa panamericana.

## Palmarès

### Nazionale (competizioni minori)
- Coppa panamericana under 18 2013
- NORCECA Final Four 2023
- Giochi centramericani e caraibici 2023
- Coppa panamericana 2023
- NORCECA Final Four 2024
- Volleyball Challenger Cup 2024
- NORCECA Final Four 2025
- Coppa panamericana 2025

### Premi individuali
- 2013 - Coppa panamericana under 18: Miglior palleggiatrice
- 2019 - Qualificazioni ai XVIII Giochi panamericani: Miglior servizio
- 2019 - Liga de Voleibol Superior Femenino: Miglior palleggiatrice
- 2019 - Liga de Voleibol Superior Femenino: Miglior esordiente
- 2019 - Liga de Voleibol Superior Femenino: All-Star Team
- 2019 - Coppa panamericana: Miglior servizio
- 2023 - NORCECA Final Four: MVP
- 2024 - NORCECA Final Four: Miglior servizio
- 2024 - NORCECA Final Four: Miglior palleggiatrice
- 2025 - NORCECA Final Four: MVP